# Xian de Longyou
Le xian de Longyou (龙游县 ; pinyin : Lóngyóu Xiàn) est un district administratif de la province du Zhejiang en Chine. Il est placé sous la juridiction administrative de la ville-préfecture de Quzhou.

## Démographie
La population du district était de 403 644 habitants en 1999.